# Uta Frommater
Uta Frommater, née le 12 décembre 1948 à Oldenbourg, est une nageuse allemande ayant concouru pour l'Allemagne de l'Ouest. Spécialiste de la brasse, elle est médaillée de bronze en relais lors des Jeux de 1968.

## Carrière
Diagnostiquée atteinte d'une scoliose à l'âge de 14 ans, le médecin lui propose de faire la gymnastique ou de la natation et Frommater opte pour la deuxième option. Un an après ses débuts, elle devient championne d'Allemagne de sa catégorie d'âge.
Lors des Jeux olympiques d'été de 1968, Uta Frommater termine 4e du 100 m brasse, à seulement deux centièmes de la troisième place mais monte finalement sur le podium avec le relais 4 x 100 m 4 nages quelques jours plus tard. Deux ans plus tard, elle remporte une médaille d'argent sur le 100 m brasse et une de bronze sur le 4 x 100 m 4 nages et décide de mettre fin à sa carrière.

## Palmarès
| Date | Compétition           | Lieu      | Place | Course            |
| ---- | --------------------- | --------- | ----- | ----------------- |
| 1968 | Jeux olympiques       | Mexico    | 4e    | 100 m brasse      |
| 1968 | Jeux olympiques       | Mexico    | 3e    | 4 × 100 m 4 nages |
| 1970 | Championnats d'Europe | Barcelone | 2e    | 100 m brasse      |
| 1970 | Championnats d'Europe | Barcelone | 6e    | 200 m brasse      |
| 1970 | Championnats d'Europe | Barcelone | 3e    | 4 × 100 m 4 nages |